# ديفيد هيرست توماس
ديفيد هيرست توماس (بالإنجليزية: David Hurst Thomas)‏ هو عالم آثار أمريكي، ولد في 27 مايو 1945.